# Pueblo sese
El pueblo sese, también llamado bassese o ssese, es un grupo étnico de origen bantú. Viven en el archipiélago del mismo nombre situado en el noroeste del lago Victoria, Uganda. Fueron integrados a la cultura del pueblo ganda y su reino Buganda. Forman parte de la comunidad de hablantes de ganda o luganda. Destacaron por su habilidad para construir canoas de guerra y para la navegación comercial. Los sese custodiaron el archipiélago de Ssese, considerado un espacio espiritual del reino de Buganda. Sus islas eran conocidas como las "Islas de los Dioses". Su economía se basa en la agricultura y la pesca.

## Idioma
El dialecto sese forma parte de la lengua luganda o ganda que cuenta con más de 8 millones y medio de hablantes en todo el mundo.

## Historia
Las islas Sese (también llamadas Ssese) fueron conocidas como las “islas de los dioses” Históricamente fueron habitadas por grupos bantú, siendo el pueblo sese el que habitaba el archipiélago cuando el pueblo ganda los integró al reino de Buganda, el más grande de los reinos de Uganda. La mayor de las 84 islas del archipiélago es Bugala, con más de 40 kilómetros de longitud. Las islas más pequeñas del grupo son poco más que afloramientos de roca deshabitados.
Sus principales actividades económicas eran la pesca de la perca gigante del Nilo y la agricultura. Desde que tomaron contacto con el pueblo ganda lo proveyeron de canoas para sus incursiones guerreras. La habilidad constructiva de estas naves promovió el tráfico de mercancías por los lagos así como un sistema defensivo naval que aprovecharía el reino Buganda.
Sobre el siglo XVI los sese fueron integrados al reino y absorbidos por la cultura y lengua de los ganda, aunque mantuvieron cierta auntomía.

## Religión
Heredaron la tradición ganda según la cual Kintu, el primer rey (kabaka) de Buganda, fundó dos mundos, uno físico y otro sagrado para el reino. A ese mundo sagrado se retiran los kabakas así como los ancestros para seguir interactuando con los vivos. Ciertos héroes se convierten en lubaale o guardianes de las comunidades. Existen varios templos a los mismos en las islas Sese.
En esta tradición, Mukasa era el nombre del guardián del lago Victoria y protector del rey. Aunque los templos de Mukasa se encuentran en toda la región de Buganda, el templo principal se encuentra en el archipiélago de Sese, en la isla Bubembe. La leyenda sugiere que Mukasa y su hermano Kabaka (también "Kibuka") fueron una vez seres humanos. Eran los hijos de Wanema, hijo de Musisi, hijo de Bukulu y su consorte Wada. Según la misma tradición, Bukulu fue creado por el dios supremo, Katonda, “El creador”, que vive en el cielo. Pero Bukulu se estableció en las islas Sese, dotando a las mismas de un simbolismo especial para todos los miembros del reino de Buganda. De allí que también se las conociera como islas de los dioses. Cada templo dedicado a Musaka tenía un sacerdote. El principal santuario se encontraba en la isla de Bubembe y su sacerdote mantenía una dignidad especial que sus pares de otros templos respetaban. En este santuario del pueblo sese solo el rey, sus sacerdotes superiores y su corte más cercana podían acceder para implorar en su nombre. El emblema sagrado de Mukasa era el remo, y cada uno de sus templos contenía uno que el sacerdote había bendecido. Sin embargo, por razones que pueden haber estado ocultas a los antropólogos que estudiaron Buganda a principios del siglo XX, como el reverendo John Roscoe, el templo de Bubembe no contenía remo.